# Флатхеды

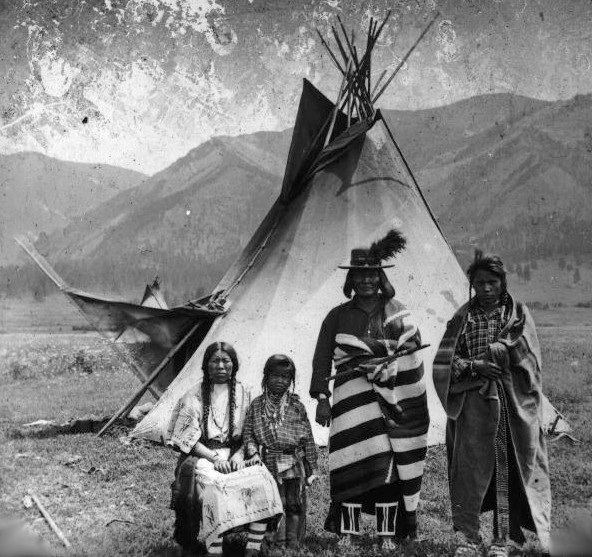
Семья флатхедов

Флатхеды (англ. Flathead, плоскоголовые) — один из индейских народов культурного ареала Плато. До прихода европейцев проживали от реки Миссури на востоке до Скалистых гор на западе. В 1891 году были переселены в резервацию Флатхед.

## Название
Происхождение названия народа не ясно, так как флатхеды не практиковали искусственную деформацию черепа. Вероятно оно возникло из-за того, что так их называли соседние народы: кроу их именовали Ashu'ekape, шайенны Kako'istsi'ata'nio, арапахо Kakaithi. В переводе все эти названия означают плоскоголовые, плоская голова, обычай искусственной деформации черепа был распространён на Северо-Западе, но сами флатхеды его не практиковали. По другой версии название закрепилось за народом из-за языка жестов.

## История
Первоначально обитали на юго-западе современного штата Монтана, занимаясь рыболовством, охотой и собирательством. К середине XVIII века овладели коневодством и перешли к конной охоте на бизона на Великих равнинах. Компания Гудзонова залива построила торговые посты на территории флатхедов в конце XVIII века. В 1805 году по их землям прошла экспедиция Льюиса и Кларка. Отношения с белыми людьми были мирными и сохранялись таковыми на протяжении всей истории флатхедов.
Примерно к 1810 году флатхеды были уже хорошо вооружены огнестрельным оружием. Объединившись с кутеней, пан-д’орей, спокан, кёр-д’ален и не-персе они совершали дальние походы на Великие равнины, чтобы поохотиться на бизонов. Во время своих экспедиций часто вели войну с кроу, восточными шошонами, ассинибойнами, шайеннами, сиу, но главными их врагами были племена конфедерации черноногих.
В 1840 году иезуитский миссионер Пьер-Жан Де Смет основал среди них миссию в долине Биттерут (миссия Святой Марии), но в 1850 году она была сожжена черноногими и оставлена. В 1855 году, вместе с соседними народами, подписали мирный договор с губернатором территории Вашингтон Айзеком Стивенсом, согласно которому, индейцы должны были поселиться в резервациях. Большинство флатхедов было против резервационной жизни, а также благодаря заступничеству членов миссии Святой Марии американскому правительству удалось окончательно переселить их в резервацию в долине Джоко лишь к 1891 году.

## Население
Муни подсчитал, что в 1780 году насчитывалось около 600 флатхедов, очевидно принимая цифру, данную Льюисом и Кларком за 1806 год. Тейт (1930) считает это число слишком малым, данные, собранные им, указывают на то, что население народа составляло примерно 3000 человек. Индейский офис в 1905 году определил их численность в 557 человек, а в 1909 году — в 598. Перепись 1910 года сообщила о 486 человек, из них 400 в Монтане, 46 в Вашингтоне, 27 в Орегоне, 6 в Айдахо, 6 в Небраске и 1 в Канзасе. Перепись 1830 года сообщила о 2036 внутренних салишах из Монтаны, флатхедов, спокан и панд-д'орей вместе, но не дала отдельных цифр по каждому племени. Управление США по делам индейцев сообщило о 3085 человек в 1937 году.
Ныне численнось флатхедов вместе с метисами составляет 9 100 человек.